# Івар Баллангруд
Івар Еріксен Баллангруд (норв. Ivar Eriksen Ballangrud; нар. 7 березня 1904, Луннер, Оппланн — пом. 1 червня 1969, Тронгейм) — норвезький ковзаняр, чотириразовий олімпійський чемпіон і призер Олімпійських ігор, багаторазовий чемпіон світу і Європи, багаторазовий рекордсмен світу.

## Біографія
Івар народився в фюльке Оппланн, але більшу частину свого життя провів у Тронгеймі.
Від народження він був Івар Еріксен, але його мати змінила прізвище, одружившись вдруге після смерті чоловіка.
Крім ковзанярського спорту Баллангруд займався велоспортом і стрибками з трампліна, але міжнародне визнання отримав саме як ковзаняр.
У 1924 році він дебютував на міжнародних змаганнях. На чемпіонаті світу в класичному багатоборстві в Гельсінкі Баллангруд зайняв загальне 5 місце, а на дистанції 5000 м він був в парі з фіном Юліусом Скутнабб, який перед цим став олімпійським чемпіоном 1924 на дистанції 10 000 м, і переміг чемпіона на його рідній землі, зайнявши на цій дистанції третє місце.
У 1926 році Баллангруд став чемпіоном світу в класичному багатоборстві, повторивши цей успіх в 1932, 1936 і 1938 роках. Чотири рази Івар ставав срібним призером чемпіонатів світу в багатоборстві і тричі бронзовим. Чотири рази Баллангруд вигравав чемпіонат Європи в класичному багатоборстві.
На Олімпійських іграх 1928 Івар став олімпійським чемпіоном на дистанції 5000 м і виграв бронзу на дистанції 1500 м.
На Олімпійських іграх 1932 він виборов срібну нагороду на дистанції 10 000 м.
На Олімпійських іграх 1936 Баллангруд завоював три олімпійських титули на дистанціях 500, 5000 і 10 000 м і одну срібну нагороду на дистанції 1500 м.

## Світові рекорди
За свою кар'єру Баллангруд встановив п'ять світових рекордів.
| забіг    | дата          | час     | місце |
| -------- | ------------- | ------- | ----- |
| 5000 м   | 19 січня 1929 | 8:24,2  | Давос |
| 5000 м   | 11 січня 1930 | 8:21,6  | Давос |
| 3000 м   | 29 січня 1935 | 4:49,6  | Давос |
| 5000 м   | 18 січня 1936 | 8:17,2  | Осло  |
| 10 000 м | 6 лютого 1938 | 17:14,4 | Давос |